# Pando (Oviedo)
Pando es un lugar y una parroquia del municipio de Oviedo, Asturias (España).
En sus 1,62 km² habitan un total de 130 habitantes (INE 2005) e incluye a las siguientes entidades de población: Pando y Pingón.

## Demografía
| Año       | 2000 | 2001 | 2002 | 2003 | 2004 | 2005 |
| Población | 114  | 114  | 117  | 114  | 123  | 130  |